# Friedrich Myconius

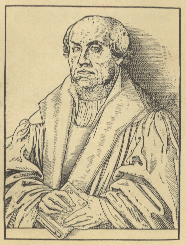
Friedrich Myconius.

Friedrich Myconius nato Friedrich Mekum e noto anche Friedrich Mykonius (Lichtenfels, 26 dicembre 1490 – 7 aprile 1546) è stato un teologo tedesco luterano e un riformatore protestante.

## Biografia
Friedrich Myconius nacque a Lichtenfels, in Baviera, il 26 dicembre 1490. Amico e collaboratore di Martin Lutero, predicò il messaggio di Lutero al popolo di Gotha e Lipsia. Fu inviato in Inghilterra per discutere i dettagli della confessione di Augusta e in seguito scrisse una storia della riforma.
Nel 1540 si ammalò e si riteneva che dovesse morire in breve tempo. Sul suo letto scrisse una nota d'addio amorevole a Lutero con una mano tremante. Lutero ricevette la lettera e rispose: "Ti comando nel nome di Dio di vivere perché ho ancora bisogno di te nel lavoro di riforma della chiesa.... Il Signore non mi farà mai sentire che sei morto, ma ti permetterà di sopravvivere a me. Per questo prego, questa è la mia volontà e possa essere fatta la mia volontà, perché cerco solo di glorificare il nome di Dio ". Sebbene Myconius avesse già perso la capacità di parlare, quando arrivò la lettera di Lutero, si riprese completamente e visse altri sei anni sopravvivendo a Lutero per altri due mesi.